# 코카콜라 라이프
코카콜라 라이프(영어: Coca-Cola Life)는 2013년에 출시된 저칼로리 코카콜라 버전으로, 스테비아와 설탕을 감미료로 혼합하여 사용했다. 이 제품은 아르헨티나와 칠레에서 5년간의 공동 연구 끝에 이들 국가에서 처음 출시되었다. 배합은 시장 위치에 따라 다양했으며, 일부 지역에서는 스테비아만으로 감미된 무칼로리 버전이 선호되어 기존 배합이 단계적으로 중단되었다. 이 음료는 코카콜라 컴퍼니가 실적이 저조한 브랜드를 단종하는 정책의 일환으로 2020년에 단종되었다.

## 재료
이 음료는 스테비아 잎 추출물을 함유하고 있으며, 이 성분을 사용하는 최초의 코카콜라 변형 제품이다. 그러나 코카콜라 컴퍼니가 소유한 제품 중 스테비아를 사용하는 최초의 제품은 아니다. 코카콜라가 유통하는 45가지 이상의 제품이 스테비아 추출물을 사용하며, 여기에는 비타민 워터와 시그램의 진저 에일이 포함된다.
코카콜라 라이프의 배합은 일반적으로 설탕을 포함하지만, 전통적인 코카콜라보다 설탕이 적게 사용되었다. 예를 들어, 미국에서는 8 USoz(8 미국 액량 온스 (240 ml)) 1회 제공량당 약 60칼로리와 17그램의 설탕 탄수화물(이는 전통적인 코카콜라 1회 제공량당 설탕보다 약 1/3 적음)을 함유했다.

## 포장
이 음료는 유리병, 플라스틱 병, 알루미늄 캔으로 제공되었다. 로고는 작은 녹색 잎이었다. 2018년에는 코카콜라의 새로운 "글로벌 패키징" 계획의 일환으로 브랜드 식별을 강화하기 위해 이름 뒤에 빨간색 원반이 추가되었다. 플라스틱 병은 이론적으로 완전히 재활용 가능하며(일반 PET 병과 마찬가지로) 30%는 식물 기반이며, 나머지 70%는 화석 연료 플라스틱으로 구성되었다.

## 유통
코카콜라 라이프는 2013년 6월 아르헨티나, 같은 해 11월 칠레, 2014년 6월 스웨덴, 2014년 9월 영국에서 출시되었다. 이후 다른 많은 국가에서도 출시되었다. 코카콜라 라이프는 아르헨티나와 칠레 시장에서 다이어트 코크 및 코카콜라 제로와 공존하려고 했지만, 고객 반응이 저조하여 해당 시장에서 서서히 사라졌다. 판매 감소와 코카콜라 제로슈거 판매 증가로 인해 코카콜라 라이프는 2017년 6월 영국에서 단종되었다.
코카콜라 라이프는 다음 국가에서 판매되었다.
- 아르헨티나[13]
- 아르메니아
- 오스트레일리아 (나중에 '스테비아 함유 코카콜라'로 브랜드 변경)[14][15]
- 오스트리아
- 벨기에[16]
- 브라질 (코카콜라 콤 스테비아로 불림)[17]
- 불가리아
- 캐나다 (2015-2019)
- 칠레[18]
- 콜롬비아
- 코스타리카
- 크로아티아
- 키프로스
- 체코 공화국
- 덴마크[19] (2016-2019)
- 에콰도르
- 에스토니아
- 프랑스[16][20]
- 독일[11][21][22]
- 그리스
- 홍콩
- 이탈리아[23]
- 아일랜드
- 일본, 2015[24]
- 라트비아[25]
- 리투아니아
- 룩셈부르크[25]
- 몰타
- 말레이시아
- 나미비아
- 네덜란드[16]
- 뉴질랜드[15]
- 노르웨이[26] (2015-2017)
- 필리핀
- 폴란드
- 루마니아
- 러시아
- 싱가포르
- 슬로바키아
- 남아프리카 공화국
- 대한민국
- 스웨덴 (2014-2017)[27][28]
- 스위스
- 우크라이나 (2017년부터)
- 아랍에미리트[29]
- 영국
- 미국[25]
- 우루과이

### 오스트레일리아
코카콜라 라이프는 2015년 3월에 오스트레일리아에 출시되었다. 2017년 초에는 판매 부진으로 인해 브랜드가 중단되고 '스테비아 함유 코카콜라'로 대체되었는데, 이 제품은 코카콜라 라이프보다 설탕 함량이 적다.

### 벨기에 및 룩셈부르크
코카콜라 라이프는 2015년 초 벨기에와 룩셈부르크에 출시되었다. 유통은 2018년 9월에 중단되었다.

### 캐나다
캐나다에서 코카콜라 라이프의 출시는 2016년 가을에 시작되었다. 캐나다에서 이 제품은 천연 원료로 감미되며 일반 콜라보다 칼로리가 50% 적다. 캐나다 버전 제품의 영양 성분 데이터는 500ml당 탄수화물 25g(설탕 25g), 100칼로리, 나트륨 70mg, 칼륨 15mg을 보여준다. 2020년 초, 이 제품은 스테비아만으로 감미된 무칼로리 음료인 "코카콜라 스테비아"로 대체되었다. 연속성을 위해 "코카콜라 라이프" 로고는 포장 뒷면에 남아 있다.
재료 (설탕/스테비아 배합): 탄산수, 설탕, 캐러멜 색소, 천연 향료, 인산, 인산나트륨, 벤조산나트륨, 스테비아 추출물, 카페인, 구연산.

### 뉴질랜드
2018년 5월, 코카콜라 라이프는 뉴질랜드에서 코카콜라 스테비아 무설탕으로 대체되었다.

### 스위스
코카콜라 라이프는 2015년 스위스에 출시되었고 2018년 3월에 단종되었다.

### 미국

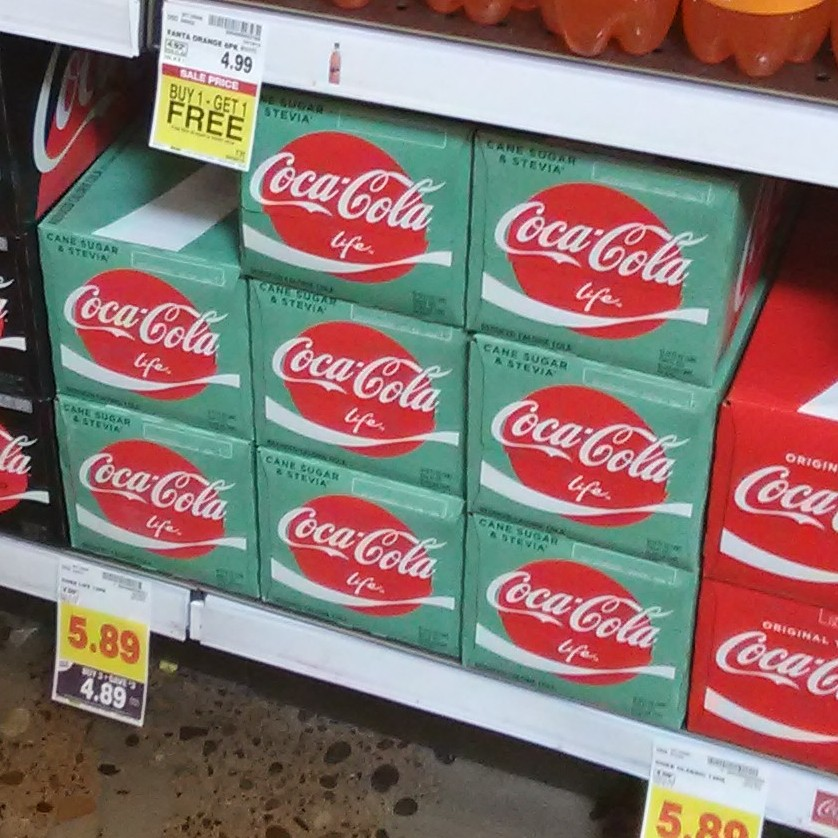
12팩 12온스(355ml) 코카콜라 라이프 박스, 2019년 4월경 미국 상점 선반

코카콜라 라이프는 2014년 여름, 더 프레시 마켓 식료품점의 여러 지점에서 판매되면서 제한된 지역에 출시되었다. 전국 유통은 2014년 11월 4일에 시작되었다. 코카콜라 라이프 출시는 2006년 이후 미국에서 코카콜라 제품으로는 첫 출시이다. 미국 버전 제품의 영양 성분 데이터는 탄수화물 24g(설탕 24g), 90칼로리, 나트륨 35mg을 보여준다. 캔 라벨에는 12액량 온스당 카페인 28mg이 표시되어 있다.
전국적인 대규모 출시 이전에 시장 조사 기관 헤인즈 앤 코(Haynes & Co.)는 초기 연구 결과 소비자들이 이 음료에 대해 긍정적인 견해를 보였다고 밝혔다. 회사는 사람들이 음료를 무료로 시음할 수 있는 4,000개의 매장 이벤트를 개최할 계획이었다. 광고 및 대중 마케팅 캠페인을 돕기 위해 회사는 피츠제럴드 앤 컴퍼니를 고용하여 전략을 개발하고 소셜 미디어에서 제품을 홍보했다.

### 영국

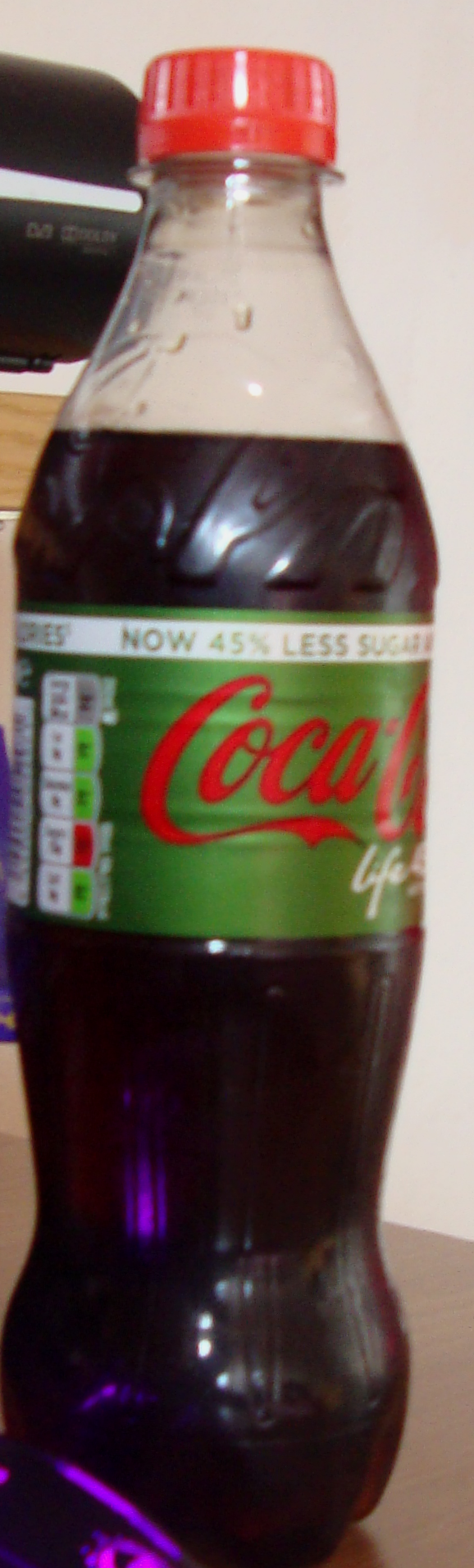
영국 코카콜라 라이프 로고의 최종 수정본

코카콜라는 2014년 9월부터 영국 고객에게 이 음료를 제공하기 시작했다. 이 제품은 8년 만에 영국에 출시된 첫 코카콜라 신제품이었다. 2016년에는 일반 코카콜라보다 설탕 함량을 줄여(45% 감소) 재배합되었다. 2017년 4월 5일, 판매 감소와 코카콜라 제로슈거 판매 증가로 인해 라이프가 더 이상 판매되지 않고 2017년 6월에 단종될 것이라고 발표되었다. 성분 목록에는 탄산수, 사탕수수 설탕, 캐러멜 색소, 카페인, 인산, 스테비아가 포함되어 있었다.
음료를 홍보하기 위해 한 행사에서 회사는 영국의 모델 겸 배우인 로지 헌팅턴화이틀리를 고용하여 9월 런던 출시 파티에서 음료를 홍보했다.
8월, 텔레그래프는 기자 해리 월럽과 촬영팀을 빅토리아 거리로 보내 무작위 사람들을 대상으로 맛 테스트를 실시했다. 맛 테스트에서 제작된 비디오 뉴스 섹션에서 월럽은 대부분의 사람들이 코카콜라 클래식과 코카콜라 라이프의 맛 차이를 구분할 수 있었지만, 많은 사람들이 라이프의 맛을 더 선호한다고 말했다고 전했다.
영국에서 코카콜라 컴퍼니는 여러 건강 이니셔티브를 주도해 왔으며, 코카콜라 라이프 도입을 이러한 이니셔티브의 중요한 구성 요소로 간주한다. 특히 회사는 영국인의 비만율 감소와 활동적인 생활 방식 증진을 강조했다. 회사는 라이프 출시와 건강 증진에 대한 자사의 입장을 연결하는 것을 주장했다.
영국의 잡지 더 그로서는 6월에 7명의 직원들을 대상으로 블라인드 맛 테스트를 실시했다. 더 그로서에 따르면, 7명의 테스터 모두 라이프가 다른 제품들보다 맛이 좋다고 했다. (더 그로서 기사에는 라이프가 어떤 제품들과 테스트되었는지 명시되지 않았다.) 그러나 7명의 테스터 모두 자신들이 코카콜라 클래식을 시음했다고 생각한다고 말했다.

### 아르헨티나
아르헨티나에서 코카콜라 라이프 출시는 재활용 가능한 병에 중점을 두었다. 이 음료는 코카콜라의 "플랜트보틀(PlantBottle)"에 담겨 유통되는데, 이는 재활용 가능한 석유 기반 재료와 약 30%의 식물 기반 재료로 만들어진다.
코카콜라는 코카콜라 라이프를 홍보하기 위해 아르헨티나에서 "부모님(Parents)"이라는 TV 광고를 공개했다. 아르헨티나에서의 마케팅은 영국과 마찬가지로 건강한 생활 방식에 초점을 맞췄다. "부모님"은 젊은 부부가 첫 임신 소식을 듣는 유머러스한 광고이다. 광고는 부모가 잠을 거의 못 자고, 아기가 집을 어지럽히는 등 어린 부모가 겪는 일반적인 어려움을 보여준다. 광고가 끝날 무렵, 아버지는 눈을 감고 코카콜라 라이프 병을 길게 마신다. 그가 눈을 뜨고 여전히 마시고 있을 때, 아내는 그에게 "양성" 임신 테스트 결과를 보여준다. 아버지의 얼굴에 나타난 공포스러운 표정(눈이 휘둥그레짐)은 기쁨과 흥분의 표정으로 변한다.

### 아르메니아
아르메니아에서 코카콜라 라이프는 SAS 슈퍼마켓에서만 독점 판매되었다. 330ml 캔 하나는 약 1달러였다.

### 말레이시아
2018년 1월에 출시되었으며, 2018년 1월 현재 500ml 용량으로만 판매되었다. 이 제품은 세븐일레븐에서 병당 RM2 또는 약 0.50달러에 판매되었다.

## 비판
비평가들은 코카콜라 라이프를 단순히 마케팅 속임수 또는 기존 코카콜라 음료의 구식 이미지를 "그린워싱"한 것이라고 비판했다.